# رینتال
رینتال (به آلمانی: Rinnthal) یک شهر در آلمان است که در زودلیشه واینشتراسه واقع شده‌است. رینتال ۶۹۲ نفر جمعیت دارد.